# Brandon Davidson
Brandon Davidson, född 21 augusti 1991, är en kanadensisk professionell ishockeyback som spelar för Chicago Blackhakws i NHL.
Han har tidigare spelat på NHL-nivå för New York Islanders, Montreal Canadiens och Edmonton Oilers och på lägre nivåer för Oklahoma City Barons i AHL, Stockton Thunder i ECHL och Regina Pats i WHL.

## Klubbkarriär

### NHL

#### Edmonton Oilers (I)
Davidson draftades i sjätte rundan i 2010 års draft av Edmonton Oilers som 162:a spelare totalt.

#### Montreal Canadiens
28 februari 2017 blev han tradad från Oilers till Montreal Canadiens i utbyte mot David Desharnais.

#### Edmonton Oilers (II)
Efter mindre än ett år med Canadiens blev han placerad på waivers den 2 december 2017, och blev hämtad av Oilers igen dagen efter för en ny sejour i klubben.
Davidson gjorde sin första flerpoängsmatch mot Calgary Flames den 25 januari 2018, med två mål. Han blev också matchens första stjärna för första gången i hans karriär. 

#### New York Islanders
24 februari 2018 blev han tradad från Oilers till New York Islanders i utbyte mot ett draftval i tredje rundan 2019.

#### Chicago Blackhawks
Den 28 augusti 2018 skrev han på ett PTO-kontrakt (professional try out) med Chicago Blackhawks, med option om ett ettårskontrakt.

## Statistik
| 2007–2008  | Olds Grizzlys             | AJHL       | 3   | 0  | 0   | 0   | 2   | —  | — | — | — | —  |
| 2008–2009  | Lethbridge Y's Men Titans | AMHL       | 42  | 13 | 11  | 24  | 42  | 7  | 2 | 5 | 7 | 14 |
|            | Olds Grizzlys             | AJHL       | 4   | 0  | 4   | 4   | 0   | —  | — | — | — | —  |
| 2009–2010  | Regina Pats               | WHL        | 59  | 1  | 33  | 34  | 37  | —  | — | — | — | —  |
| 2010–2011  | Regina Pats               | WHL        | 72  | 8  | 43  | 61  | 71  | —  | — | — | — | —  |
|            | Oklahoma City Barons      | AHL        | 1   | 0  | 0   | 0   | 0   | 1  | 0 | 0 | 0 | 0  |
| 2011–2012  | Regina Pats               | WHL        | 69  | 13 | 36  | 49  | 83  | 4  | 0 | 1 | 1 | 6  |
| 2012–2013  | Oklahoma City Barons      | AHL        | 26  | 2  | 3   | 5   | 14  | 17 | 0 | 6 | 6 | 2  |
|            | Stockton Thunder          | ECHL       | 11  | 7  | 5   | 12  | 4   | —  | — | — | — | —  |
| 2013–2014  | Oklahoma City Barons      | AHL        | 68  | 5  | 8   | 13  | 58  | 3  | 0 | 1 | 1 | 0  |
| 2014–2015  | Edmonton Oilers           | NHL        | 12  | 1  | 0   | 1   | 0   | —  | — | — | — | —  |
|            | Oklahoma City Barons      | AHL        | 55  | 4  | 6   | 10  | 43  | 10 | 1 | 1 | 2 | 12 |
| 2015–2016  | Edmonton Oilers           | NHL        | 51  | 4  | 7   | 11  | 20  | —  | — | — | — | —  |
| 2016–2017  | Edmonton Oilers           | NHL        | 28  | 0  | 1   | 1   | 16  | —  | — | — | — | —  |
|            | Montreal Canadiens        | NHL        | 10  | 0  | 2   | 2   | 4   | 3  | 0 | 0 | 0 | 0  |
| 2017–2018  | Montreal Canadiens        | NHL        | 13  | 0  | 1   | 1   | 9   | —  | — | — | — | —  |
|            | Edmonton Oilers           | NHL        | 23  | 3  | 1   | 4   | 10  | —  | — | — | — | —  |
|            | New York Islanders        | NHL        | 15  | 1  | 1   | 2   | 4   | —  | — | — | — | —  |
| 2018–2019  | Chicago Blackhawks        | NHL        | —   | —  | —   | —   | —   | —  | — | — | — | —  |
| NHL totalt | NHL totalt                | NHL totalt | 152 | 9  | 13  | 22  | 63  | 3  | 0 | 0 | 0 | 0  |
| AHL totalt | AHL totalt                | AHL totalt | 150 | 11 | 17  | 28  | 115 | 31 | 1 | 8 | 9 | 14 |
| WHL totalt | WHL totalt                | WHL totalt | 200 | 22 | 112 | 134 | 191 | 4  | 0 | 1 | 1 | 6  |